# Marius Rech
Pour les articles homonymes, voir Rech (homonymie).
Marius Rech, né le 1er mars 1945 à La Ciotat, est un peintre non figuratif français qui crée des décors et costumes pour des spectacles de marionnettes.

## Biographie
Enfant du quartier populaire de la Ribo, aux portes des chantiers navals de La Ciotat, Marius Rech fréquente l'École des Beaux-Arts de Marseille et l'École des Arts Appliqués de Paris. Il est ensuite professeur d'arts appliqués à La Ciotat puis détaché de 2004 à 2008 à la Cité des Sciences de Paris où il travaille dans l'animation, l'évènementiel et l'éducation. Il réalise une douzaine d’expositions à La Ciotat, Marseille, Cannes et Paris. En 1989 il aborde le travail théâtral et collabore à partir de 1994 aux spectacles de la Compagnie Arketal.

## L'œuvre

### Peinture
Sur la fin des années 1980 Rech réoriente les recherches qu’il poursuit dans le champ de l’exploration des signes. Ses Pages d’écriture retiennent les sténogrammes qui affleurent à la surface de l’eau, autour des galets vivants de ses Nus (Outremer, 1993). Puis il rentre à nouveau dans l’espace des collines provençales qu’il sillonne depuis l’enfance. À travers les impulsions que les ondulations marines ont déliées dans son geste, il approche la houle immobile de la roche dont il recrée le grain en maçonnant de part en part la surface de ses œuvres (Pierrier, 1994). Au ras des sols frémit une écriture, plus cursive sur le papier, plus anguleuse, hiératique sur la toile, que ponctuent  les idéogrammes de l’arbre (Le pin rouge, Le pin bleu, Le pin calciné, Le pin et la mer, 1997).
Simultanément Rech travaille l’argile et ramasse, sur les rivages et au milieu des pierriers, racines, bois flottés, lièges et fragments de cordages, débris de tuiles et d’assiettes ou éclats de verre, dont les textures et les formes érodées, les teintes métamorphosées, demeurent imprégnées de la présence des éléments. Entre ludique et magique, il les associe dans des séries de reliefs, masques ou totems (Totem agricole, Espagnolades, Les avatars du sieur Latuile, Portraits estrassés, 1996), en introduit les matières dans ses peintures.
La peinture de Rech se renouvelle par la suite à travers d'autres thèmes, Les crêtes et Les carrières des paysages de La Ciotat, les cabanes de Port-Saint-Louis-du-Rhône (1998), les Collines (2000) et les Variations sur le pin dont une vingtaine est exposée en 2000.
Fin 2012, Rech adhère à "Mouv'Art en Bourgogne" et expose ses aquarelles en janvier 2013 à Auxerre.

### Spectacles

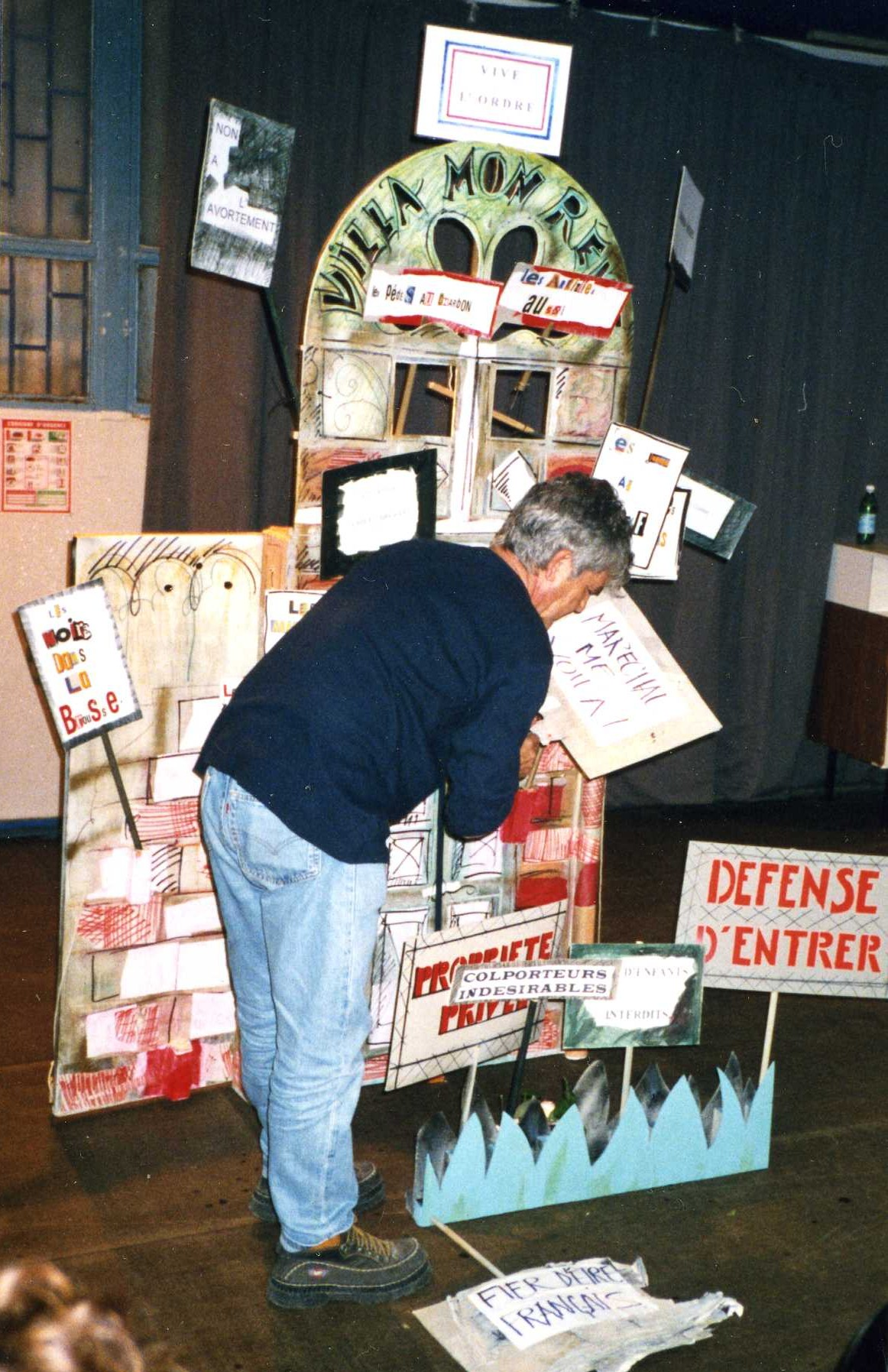
Marius Rech, 6e Festival international de Marionnettes et des Formes animées, Cannes, 1998

Marius Rech aborde en 1989 le travail théâtral, participant aux spectacles des Jeunes tréteaux de Toulon (Ici on s'honore du titre de citoyen d'Yves Borrini). En 1992 il crée le rideau de scène et les costumes de La nuit au cirque d'Olivier Py pour Le Bruit des Hommes et Le Théâtre de la Calade, et l'affiche de L'or et la poussière d'après Hampâté Bâ. Il collabore de 1992 à 2000 avec Ilotopie, notamment pour Autobobus, pour le Printemps de Bourges (1993), le festival de théâtre de rue d'Aurillac (1993), le Festival d'Avignon (1994), les soirées du Citron jaune de Port-Saint-Louis-du-Rhône.
À partir de 1994 il collabore avec la compagnie Arketal, constituée lors de l’ouverture de l’école de la Marionnette de Charleville-Mézières, implantée en 1983 dans les Alpes Maritimes, puis installée en 1997 à Cannes, d’où ses tournées rayonnent en France et à l’étranger. Alors que dans l’une des traditions de la marionnette le jeu et l’histoire l’emportent sur les figures, dont le codage pour être aisément identifiable laisse moins de place à la création plastique, Greta Bruggeman (factrice de marionnettes et scènographe) et Sylvie Osman (marionnettiste et metteur en scène) prennent le parti de l’invention des formes à travers la diversification des matériaux, souhaitant ainsi créer des liens entre leur art et le travail des peintres. Rech conçoit les figures, humaines et animales, leurs costumes et la scénographie de plusieurs spectacles de la compagnie, L’œil du loup d’après Daniel Pennac, Pourquoi j'ai mangé mon père d’après Roy Lewis, Très très fort d’après Trisch Cooke. Il participe à l’élaboration du projet que forme la compagnie d’ouvrir pour les professionnels un lieu international de formation et de recherche, l'atelier d'Arketal, inaugurée en 2002. Il participe aux présentations d'Arketal à Hydra (2004) et Tolosa (2011).
En 1998 Rech expose ses peintures et ses maquettes au 6e Festival international de Marionnettes et des Formes animées à Cannes, y réalisant une performance à caractère anti-raciste. Il crée la même année les marionnettes de Zeus et Sémélé de Françoise Donadieu et le décor de Je veux pas mourir Pilitrope pour Ilotopie à Port-Saint-Louis-du-Rhône. En 2003, dans le cadre du 13e Festival mondial des théâtres de marionnettes de Charleville-Mézières auquel participe la compagnie avec Des papillons sous les pas, il réunit à nouveau différents éléments de sa création double, poursuit la tentative de revenir sur la spécialisation individualiste des arts, de les croiser, en menant la peinture en tant que telle au bord même du spectacle. Avec ses toiles et collages sont exposées ses maquettes pour les figures de La loi de l’oie, sur un texte de Jean Cagnard. S’y ajoutent les études de deux nouvelles familles de marionnettes parallèlement conçues par Rech pour Arketal à partir d’une série évolutive de dessins, « Les promeneurs du quotidien » devenus « Les pilitropes », les uns terrestres, les autres aériens, dont les silhouettes plus abstraites dessinent plastiquement les profils psychologiques. Pour la compagnie Rech créée en 2006, avec Gréta Bruggeman, les personnages et la scénographie de La boîte à joujoux de Claude Debussy et en 2007 Rech crée une nouvelle famille de personnages, les discoureurs (« La Tour de Babil »). Il conçoit en 2009 le dispositif de présentation de l'exposition Arketal, Mises en forme, mise en jeu au Festival mondial des théâtres de marionnettes de Charleville-Mézières. Arketal crée d'après son dessin la marionnette de L'histoire du soldat, conte musical d’Igor Stravinsky et Charles-Ferdinand Ramuz.
En août 2010, Rech participe avec Gilbert Meyer, directeur de la compagnie Tohu Bohu, à un parcours scènagrophié dans la forêt d'Ohlungen (Bas-Rhin) pour le festival Summerlied, en mars 2011 à la scénographie de l'exposition itinérante 20 ans de Marionnettes Tout Terrain et au spectacle En vous tant d'autres présentés par la même compagnie à Oberhausbergen.

## Principales expositions
- M. Rech et L. Olive, galerie du port, La Ciotat, 1992.
- Impénitences, M. Rech & L. Olive, chapelle des Pénitents bleus, La Ciotat, novembre-décembre 1996.
- Marius Rech, La Vague, La Garde, décembre 1997.
- Corps de dame à géométrie variable, Galerie Art présent, Paris, février-mars 1998.
- Matières à vivre, Marius Rech, Peintures et maquettes, 6e Festival international de Marionnettes et des Formes animées, Cannes, octobre 1998.
- Arts du spectacle, arts de rencontres, chapelle des Pénitents bleus, La Ciotat, mars 2000.
- Marius Rech, (peintures, « les Pilitropes » ; dessins, peintures, maquettes et études de personnages, Atelier d'Arketal, Cannes, octobre 2002.
- Ateliers de Ménilmontant, Portes ouvertes, Paris, septembre 2003.
- Marius Rech, Peintures et maquettes, 13e Festival Mondial des Théâtres de Marionnettes, OPAC de la Région Ardennes, Charleville-Mézières, septembre 2003.
- Marius Rech, peintures et maquettes, 14e festival mondial des théâtres de marionnettes, hôtel de ville de Mézières, septembre 2009.
- Thema, exposition itinérante de marionnettes contemporaines et maquette d'un personnage pour La tour de Babil, Charleville Mézières, septembre 2011.

## Illustration
- Françoise Donadieu, Zavatar le hasard et autres avatars, couverture et dessins de Marius Rech, éditions Gros Textes, 2012  (ISBN 978-2-35082-203-7)

## Éléments de bibliographie
: source utilisée pour la rédaction de cet article
- Impénitences, M. Rech & L. Olive, chapelle des Pénitents bleus, revue de presse ; Service de la Culture, Ville de La Ciotat, décembre 1996.
- Des marionnettes et des Hommes, dans La Ciotat le magazine, no 20, février 2000.
- Michel-Georges Bernard, Rech et Arketal, Le peintre chez les marionnettistes, dans Artension no 13, Caluire, septembre-octobre 2003.